# هنري هاغينز
هنري هاغينز (15 مارس 1877 في المملكة المتحدة - 20 نوفمبر 1942 في المملكة المتحدة) (بالإنجليزية: Henry Huggins)‏ هو لاعب كريكت بريطاني (وحمل سابقاً جنسية المملكة المتحدة لبريطانيا العظمى وأيرلندا). لعب مع نادي مقاطعة غلوستر للكريكت ‏.

## وصلات خارجية
- هنري هاغينز على موقع إي آس بي آن كريك إنفو (الإنجليزية)